# Camponotus foraminosus
Camponotus foraminosus är en myrart som beskrevs av Auguste-Henri Forel 1879. Camponotus foraminosus ingår i släktet hästmyror, och familjen myror.

## Underarter
Arten delas in i följande underarter:
- C. f. aldabrensis
- C. f. chrysogaster
- C. f. cuitensis
- C. f. deductus
- C. f. dorsalis
- C. f. flavus
- C. f. foraminosus
- C. f. honorus